# Stinnett (Texas)
Stinnett város az Amerikai Egyesült Államok Texas államában, Hutchinson megyében, melynek megyeszékhelye. Lakosainak száma 1650 fő (2020. április 1.).

## Népesség
A település népességének változása:

| 2010 | 1 881 |
| 2020 | 1 650 |